# Schempp-Hirth Nimbus 3

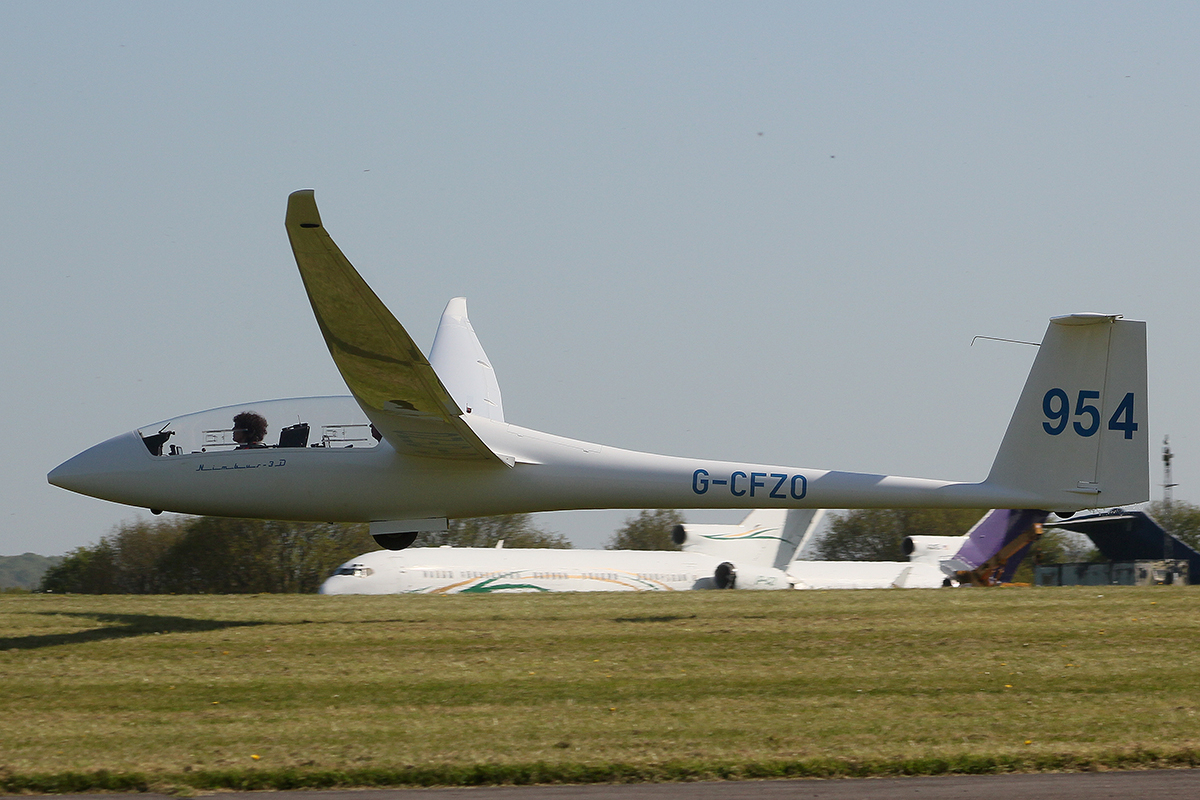
Un Schempp-Hirth Nimbus 3.

Le Schempp-Hirth Nimbus-3 est un planeur construit par Schempp-Hirth dans les années 1980. 

## Conception et développement
Ce planeur est de fabrication Schempp-Hirth et l'ingénieur chargé du développement est Klaus Holighaus. Le Nimbus 3 utilise la fibre de carbone de manière intensive et a un nouveau profil aérodynamique par rapport au Nimbus-2. L'aile est constituée de quatre morceaux en fibre de carbone. L'envergure était à l'origine de 22,9 mètres mais une extension l'a poussée à 24,5 mètres. Les sections externes de l'aile sont une version modifiée de celles du Ventus. En virage, la déflexion des ailerons est telle que les volets de l'aile interne au virage se déploient pour limiter l'effort sur la dérive verticale. Son premier vol fut effectué le 21 février 1981.
Le Nimbus 3 prit les trois premières places au championnat du monde de 1981 en classe Open. Au championnat du monde de 1985, il prit les six premières places.
La version biplace, le Nimbus 3D, effectua son premier vol en mai 1985. La grande différence avec la version monoplace est l'aile en légère flèche négative sur sa partie intérieure. Il existe aussi une version avec un turbo et une autre pour le décollage autonome.
Son successeur est le Nimbus 4.

## Spécifications
| Type                         | Nimbus 3                                       | Nimbus 3D                                        |
| ---------------------------- | ---------------------------------------------- | ------------------------------------------------ |
| Catégorie                    | Classe open                                    | Classe open                                      |
| Nombre de places             | 1                                              | 2                                                |
| Dimension                    |                                                |                                                  |
| Longueur                     | 7,63 m                                         | 8,62 m                                           |
| Envergure                    | 22,9, 24,5 ou 25,5 m                           | 25,6 m (3DM seulement à 24,6 m)                  |
| Surface alaire               | 16,28, 16,7 ou 16,9 m²                         | 17,02 m²                                         |
| Allongement                  | 32,2, 35,9 ou 38,4                             | 38,5                                             |
| Masses et charge             |                                                |                                                  |
| Poids à vide                 | 396 (24,5 m) 408 kg (25,5 m)                   | 485 kg (3DM 595 kg)                              |
| Ballast                      | 338 kg                                         | 168 kg                                           |
| Poids max                    | 750 kg                                         | 750 kg (820 pour 3DM & 3DT)                      |
| Charge alaire                | 29 - 46 kg/m²; (22,9 m) 28 - 42 kg/m² (24,5 m) | 32,6 - 44,1 kg/m²; (- 48,5 kg/m² pour 3DT & 3DM) |
| Caracteristique de vol       |                                                |                                                  |
| Vitesse maximale (VNE)       | 270 km/h                                       | 275 km/h                                         |
| Vitesse maximale de manœuvre | 190 km/h                                       | 190 km/h                                         |
| Taux de chute minimum        | 0,42 m/s à 75 km/h (24,5 m)                    | 0,48 m/s                                         |
| Finesse maximale             | 58 (24,5 m)                                    | 57                                               |

## Sources
- Sailplane Directory
- Site de la société de construction Schempp-Hirth ((en) et (de), voir aussi version française sous Schempp-Hirth)